# Saint-Jean-d'Aubrigoux
Pour les articles homonymes, voir Saint-Jean.
Saint-Jean-d'Aubrigoux est une commune française située dans le département de la Haute-Loire en région Auvergne-Rhône-Alpes.

## Géographie

### Localisation
La commune de Saint-Jean-d'Aubrigoux se trouve dans le département de la Haute-Loire, en région Auvergne-Rhône-Alpes.
Elle se situe à 43 km par la route du Puy-en-Velay, préfecture du département, et à 5 km de Craponne-sur-Arzon, bureau centralisateur du canton du Plateau du Haut-Velay granitique dont dépend la commune depuis 2015 pour les élections départementales.
Les communes les plus proches sont : 
Saint-Victor-sur-Arlanc (4,3 km), Craponne-sur-Arzon (4,3 km), Medeyrolles (4,9 km), Dore-l'Église (5,5 km), Sauvessanges (5,8 km), Jullianges (6,3 km), Malvières (6,9 km), Bonneval (7,9 km).
|                           | Medeyrolles Puy-de-Dôme | Sauvessanges Puy-de-Dôme |
| Dore-l'Église Puy-de-Dôme | Saint-Jean-d'Aubrigoux  |                          |
| Saint-Victor-sur-Arlanc   |                         | Craponne-sur-Arzon       |

### Climat
Pour des articles plus généraux, voir Climat d'Auvergne-Rhône-Alpes et Climat de la Haute-Loire.
En 2010, le climat de la commune est de type climat des marges montargnardes, selon une étude du Centre national de la recherche scientifique s'appuyant sur une série de données couvrant la période 1971-2000. En 2020, Météo-France publie une typologie des climats de la France métropolitaine dans laquelle la commune est exposée à un climat de montagne ou de marges de montagne et est dans la région climatique Nord-est du Massif Central, caractérisée par une pluviométrie annuelle de 800 à 1 200 mm, bien répartie dans l’année.
Pour la période 1971-2000, la température annuelle moyenne est de 7,7 °C, avec une amplitude thermique annuelle de 15,2 °C. Le cumul annuel moyen de précipitations est de 894 mm, avec 9,9 jours de précipitations en janvier et 7,5 jours en juillet. Pour la période 1991-2020, la température moyenne annuelle observée sur la station météorologique de Météo-France la plus proche, « Félines_sapc », sur la commune de Félines à 11 km à vol d'oiseau, est de 7,5 °C et le cumul annuel moyen de précipitations est de 930,5 mm,. Pour l'avenir, les paramètres climatiques de la commune estimés pour 2050 selon différents scénarios d'émission de gaz à effet de serre sont consultables sur un site dédié publié par Météo-France en novembre 2022.

## Urbanisme

### Typologie
Au 1er janvier 2024, Saint-Jean-d'Aubrigoux est catégorisée commune rurale à habitat très dispersé, selon la nouvelle grille communale de densité à sept niveaux définie par l'Insee en 2022.
Elle est située hors unité urbaine et hors attraction des villes,.

### Occupation des sols
L'occupation des sols de la commune, telle qu'elle ressort de la base de données européenne d’occupation biophysique des sols Corine Land Cover (CLC), est marquée par l'importance des territoires agricoles (55,7 % en 2018), une proportion sensiblement équivalente à celle de 1990 (55,4 %). La répartition détaillée en 2018 est la suivante : 
forêts (44,3 %), zones agricoles hétérogènes (30,8 %), prairies (22,1 %), terres arables (2,8 %). L'évolution de l’occupation des sols de la commune et de ses infrastructures peut être observée sur les différentes représentations cartographiques du territoire : la carte de Cassini (XVIIIe siècle), la carte d'état-major (1820-1866) et les cartes ou photos aériennes de l'IGN pour la période actuelle (1950 à aujourd'hui).

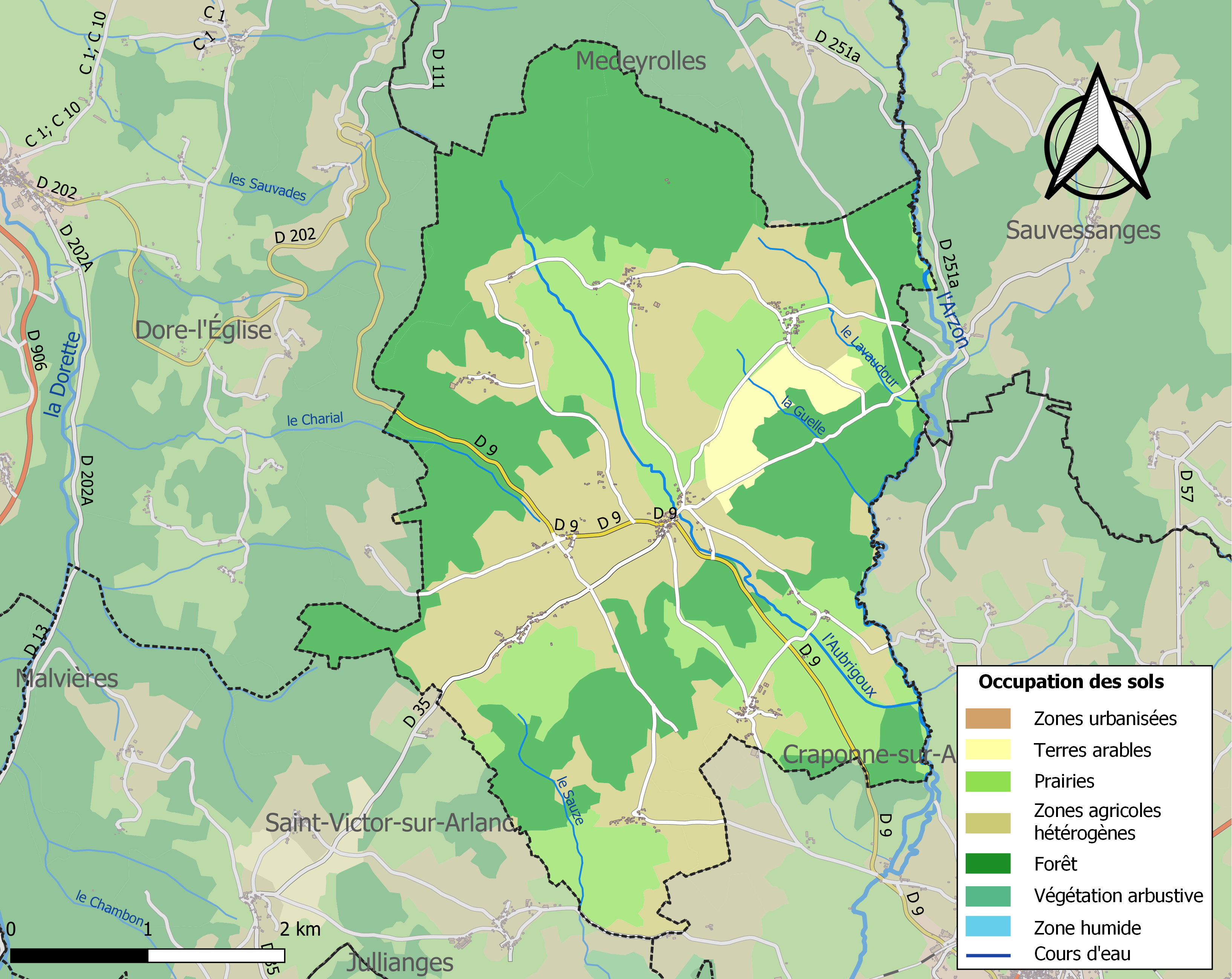
Carte des infrastructures et de l'occupation des sols de la commune en 2018 (CLC).

### Habitat et logement
En 2018, le nombre total de logements dans la commune était de 182, alors qu'il était de 182 en 2013 et de 189 en 2008.
Parmi ces logements, 49,5 % étaient des résidences principales, 32,8 % des résidences secondaires et 17,8 % des logements vacants. Ces logements étaient pour 97,8 % d'entre eux des maisons individuelles et pour 2,2 % des appartements.
Le tableau ci-dessous présente la typologie des logements à Saint-Jean-d'Aubrigoux en 2018 en comparaison avec celle de la Haute-Loire et de la France entière. Une caractéristique marquante du parc de logements est ainsi une proportion de résidences secondaires et logements occasionnels (32,8 %) supérieure à celle du département (16,1 %) et à celle de la France entière (9,7 %). Concernant le statut d'occupation de ces logements, 87,9 % des habitants de la commune sont propriétaires de leur logement (80,2 % en 2013), contre 70 % pour la Haute-Loire et 57,5 pour la France entière.
| Typologie                                               | Saint-Jean-d'Aubrigoux | Haute-Loire | France entière |
| ------------------------------------------------------- | ---------------------- | ----------- | -------------- |
| Résidences principales (en %)                           | 49,5                   | 71,5        | 82,1           |
| Résidences secondaires et logements occasionnels (en %) | 32,8                   | 16,1        | 9,7            |
| Logements vacants (en %)                                | 17,8                   | 12,4        | 8,2            |

## Toponymie
Anciennes mentions : Ecclesia S. Johannis deus Bracos (938), In pago Arvernico, in vicaria Livratensi, in villa quæ dicitur S. Johannis ad Braconos (940), Villa S. Johannis de Bracos (1163), Ecclesia S. Johannis de Bracas (1179), Ad Brachones (1213), Ecclesia S. Johannis de Bracoa (vers 1343), S.-Jehan des Bregoux (1401), S.-Jehan deus Bregos (1406), S.-Jehan dous Bregoux (1511), S. Jean lous Brigous (1670), S.-Jean-Daubrigoux (1740), S.-Jean des Brigoux (1762), Ous Brigoux en 1793.
Saint-Jean représente le nom hébreu Johannes, celui de saint Jean le Baptiste et de saint Jean l'Évangéliste. Selon Jean Arsac, Aubrigoux tient son nom du ruisseau éponyme, un affluent de l'Arzon, explicable par l'ancien occitan brac, « boue, ébullition ».

## Histoire
La présence de plusieurs mégalithes préhistoriques, dont un dolmen classé monument historique et quelques menhirs, ainsi que la découverte d’un site et d’une borne romaine, attestent que la commune fut occupée dès la Préhistoire et durant l’Antiquité romaine.
Au cours de la période révolutionnaire de la Convention nationale (1792-1795), la commune a porté le nom d'Ous-Brigoux.

## Politique et administration

### Découpage territorial
La commune de Saint-Jean-d'Aubrigoux est membre de la communauté d'agglomération du Puy-en-Velay, un établissement public de coopération intercommunale (EPCI) à fiscalité propre créé le 26 décembre 2016 dont le siège est à Le Puy-en-Velay. Ce dernier est par ailleurs membre d'autres groupements intercommunaux.
Sur le plan administratif, elle est rattachée à l'arrondissement du Puy-en-Velay, au département de la Haute-Loire, en tant que circonscription administrative de l'État, et à la région Auvergne-Rhône-Alpes.
Sur le plan électoral, elle dépend du canton du Plateau du Haut-Velay granitique pour l'élection des conseillers départementaux, depuis le redécoupage cantonal de 2014 entré en vigueur en 2015, et de la deuxième circonscription de la Haute-Loire pour les élections législatives, depuis le redécoupage électoral de 1986.

### Liste des maires
| Période                                  | Période    | Identité            | Étiquette | Qualité |
| ---------------------------------------- | ---------- | ------------------- | --------- | ------- |
| Les données manquantes sont à compléter. |            |                     |           |         |
| juin 1995                                | mars 2001  | Jean-Paul Maitre    |           |         |
| mars 2001                                | avril 2014 | Pierre Demur        |           |         |
| avril 2014                               | août 2014  | Raphaël Soleillant  |           |         |
| août 2014                                | En cours   | Pierrette Bouthéron |           |         |

## Population et société

### Démographie

#### Évolution démographique
L'évolution du nombre d'habitants est connue à travers les recensements de la population effectués dans la commune depuis 1793. Pour les communes de moins de 10 000 habitants, une enquête de recensement portant sur toute la population est réalisée tous les cinq ans, les populations de référence des années intermédiaires étant quant à elles estimées par interpolation ou extrapolation. Pour la commune, le premier recensement exhaustif entrant dans le cadre du nouveau dispositif a été réalisé en 2006.

En 2022, la commune comptait 183 habitants, en évolution de +2,23 % par rapport à 2016 (Haute-Loire : +0,36 %, France hors Mayotte : +2,11 %).
| 1793 | 1800 | 1806 | 1821  | 1831  | 1836  | 1841  | 1846  | 1851  |
| ---- | ---- | ---- | ----- | ----- | ----- | ----- | ----- | ----- |
| 958  | 642  | 988  | 1 023 | 1 112 | 1 155 | 1 104 | 1 191 | 1 191 |

| 1856  | 1861  | 1866  | 1872  | 1876  | 1881  | 1886 | 1891 | 1896 |
| ----- | ----- | ----- | ----- | ----- | ----- | ---- | ---- | ---- |
| 1 027 | 1 073 | 1 018 | 1 091 | 1 029 | 1 021 | 894  | 868  | 744  |

| 1901 | 1906 | 1911 | 1921 | 1926 | 1931 | 1936 | 1946 | 1954 |
| ---- | ---- | ---- | ---- | ---- | ---- | ---- | ---- | ---- |
| 752  | 723  | 694  | 630  | 636  | 585  | 549  | 486  | 452  |

| 1962 | 1968 | 1975 | 1982 | 1990 | 1999 | 2006 | 2011 | 2016 |
| ---- | ---- | ---- | ---- | ---- | ---- | ---- | ---- | ---- |
| 382  | 356  | 314  | 301  | 260  | 184  | 178  | 190  | 179  |

| 2021 | 2022 | - | - | - | - | - | - | - |
| ---- | ---- | - | - | - | - | - | - | - |
| 180  | 183  | - | - | - | - | - | - | - |

#### Pyramide des âges
La population de la commune est relativement âgée.
En 2018, le taux de personnes d'un âge inférieur à 30 ans s'élève à 20,1 %, soit en dessous de la moyenne départementale (31 %). À l'inverse, le taux de personnes d'âge supérieur à 60 ans est de 40,3 % la même année, alors qu'il est de 31,1 % au niveau départemental.
En 2018, la commune comptait 95 hommes pour 82 femmes, soit un taux de 53,67 % d'hommes, largement supérieur au taux départemental (49,13 %).
Les pyramides des âges de la commune et du département s'établissent comme suit.
| Hommes | Classe d’âge | Femmes |
| ------ | ------------ | ------ |
| 1,0    | 90 ou +      | 0,0    |
| 9,4    | 75-89 ans    | 9,6    |
| 31,2   | 60-74 ans    | 28,9   |
| 20,8   | 45-59 ans    | 25,3   |
| 16,7   | 30-44 ans    | 16,9   |
| 10,4   | 15-29 ans    | 8,4    |
| 10,4   | 0-14 ans     | 10,8   |

| Hommes | Classe d’âge | Femmes |
| ------ | ------------ | ------ |
| 0,9    | 90 ou +      | 2,5    |
| 8,4    | 75-89 ans    | 11,7   |
| 20,4   | 60-74 ans    | 20,5   |
| 21,3   | 45-59 ans    | 20,3   |
| 16,8   | 30-44 ans    | 16,3   |
| 15,2   | 15-29 ans    | 13,2   |
| 17     | 0-14 ans     | 15,6   |

## Économie

### Revenus
En 2018, la commune compte 91 ménages fiscaux, regroupant 181 personnes. La médiane du revenu disponible par unité de consommation est de 18 950 € (20 800 € dans le département).

### Emploi
| Division       | 2008  | 2013  | 2018   |
| -------------- | ----- | ----- | ------ |
| Commune        | 4,3 % | 3 %   | 11,5 % |
| Département    | 6,3 % | 7,7 % | 7,7 %  |
| France entière | 8,3 % | 10 %  | 10 %   |

En 2018, la population âgée de 15 à 64 ans s'élève à 112 personnes, parmi lesquelles on compte 76,1 % d'actifs (64,6 % ayant un emploi et 11,5 % de chômeurs) et 23,9 % d'inactifs,. En 2018, le taux de chômage communal (au sens du recensement) des 15-64 ans est supérieur à celui du département et de la France, alors qu'en 2008 la situation était inverse.
La commune est hors attraction des villes,. Elle compte 26 emplois en 2018, contre 32 en 2013 et 40 en 2008. Le nombre d'actifs ayant un emploi résidant dans la commune est de 75, soit un indicateur de concentration d'emploi de 34,2 % et un taux d'activité parmi les 15 ans ou plus de 55,6 %.
Sur ces 75 actifs de 15 ans ou plus ayant un emploi, 25 travaillent dans la commune, soit 33 % des habitants. Pour se rendre au travail, 65,8 % des habitants utilisent un véhicule personnel ou de fonction à quatre roues, 2,6 % les transports en commun, 27,6 % s'y rendent en deux-roues, à vélo ou à pied et 3,9 % n'ont pas besoin de transport (travail au domicile).

## Culture locale et patrimoine

### Lieux et monuments
- La commune possède sur son sol un dolmen nommé la Pierre des Fades, classé au titre des monuments historiques[24], ainsi que plusieurs menhirs.
- Un site gallo-romain est connu depuis le XVIIIe siècle, au lieu-dit la Fonboine. Il a été fouillé en partie à partir de 1960. Une borne milliaire romaine a été classée Monument Historique à 500 m au sud de Saint-Jean.
- Église de Sancti Johannis Baptiste deus Bracos, dont l'existence est attestée en 938.
- L'église romane actuelle est datée des XIIe, XVe et XVIe siècles ; deux colonnes carolingiennes (IXe ou Xe siècle) encadrent son porche d'entrée.